# Anurognathus
 Anurognathus  („schwanzloser Kiefer“) ist eine Gattung von Flugsauriern aus dem Oberjura von Süddeutschland. Die lediglich von zwei Fossilfunden bekannte Gattung mit ihrer Typusart A. ammoni (Döderlein, 1923) ist einer der kleinsten bis heute entdeckten Flugsaurier.

## Die Funde

### Der Holotyp
Lange Zeit war Anurognathus nur von einem einzigen Fund bekannt, einem fragmentarisch erhaltenen, disartikulierten (zerfallenen) Negativabdruck im Solnhofener Plattenkalk aus Eichstätt in Bayern (frühes Untertithonium vor etwa 150 Mio. Jahren). Dieses Stück (Inventarnummer 1922-i-42) – der Holotypus – wird in der Bayerischen Staatssammlung für Paläontologie und Geologie in München aufbewahrt.

### Der zweite Fund

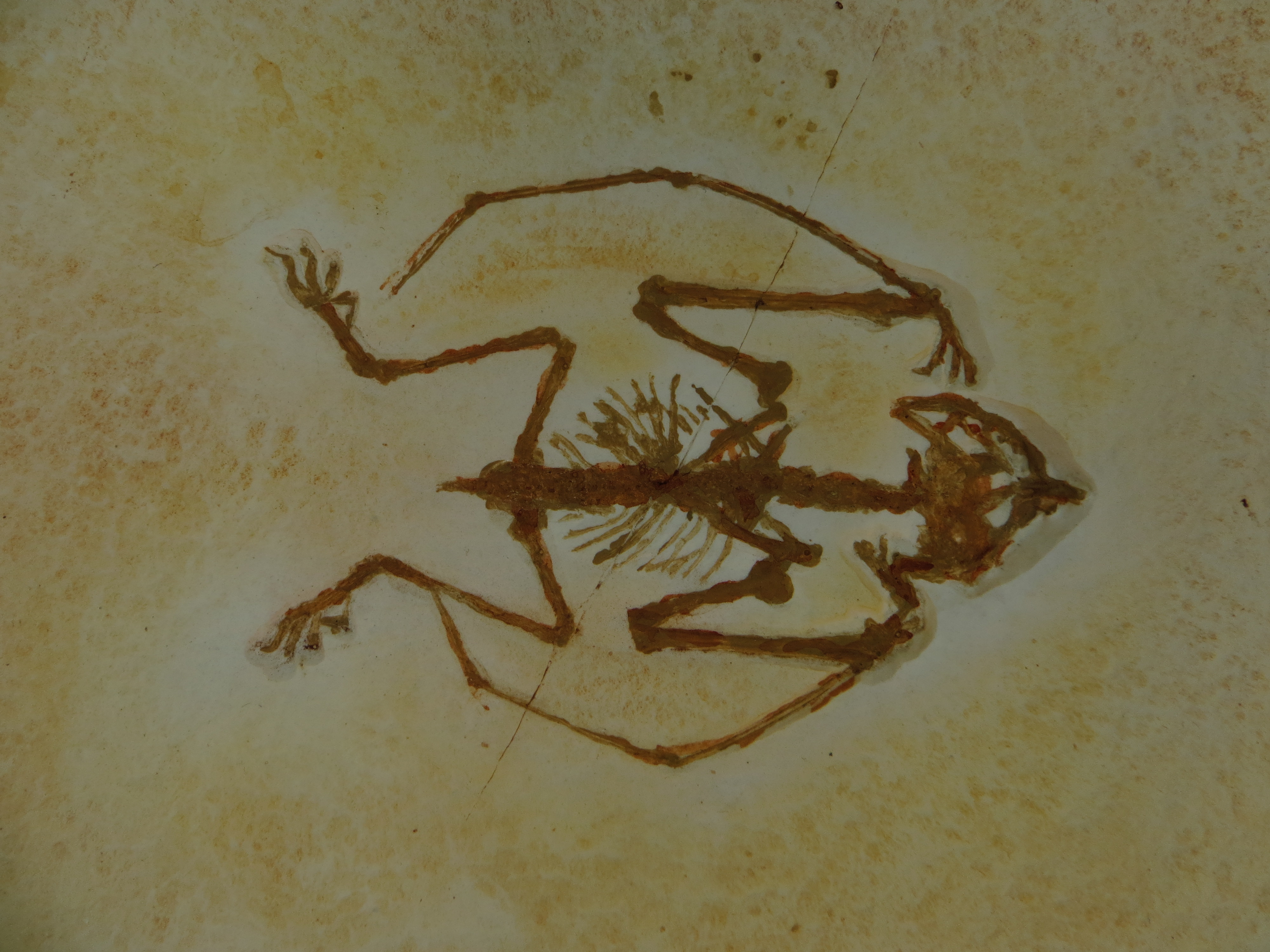
Das guterhaltene Exemplar im Naturkundemuseum Karlsruhe

2002 beschrieb S. C. Bennett ein zweites, deutlich kleineres aber vollständig und nahezu artikuliert erhaltenes Exemplar, ebenfalls aus dem Solnhofener Plattenkalk. Hier sind Abdrücke der Flughaut und Reste von Muskulatur erkennbar. Das etwa 55 Prozent der Größe des Erstfundes messende Exemplar liegt auf dem Bauch mit längs des Rumpfes zusammengefalteten Flügeln. Anhand dieses Fundes ließen sich einige Fehldeutungen des Holotyps richtigstellen, so ist der Flugfinger nicht so extrem verlängert wie angenommen, auch ist der kurze Schwanz nicht dem Pygostyl der Vögel vergleichbar.

## Beschreibung
Anurognathus war ein kleiner, grazil gebauter Flugsaurier mit einer Schädellänge von 3 Zentimetern und einer Rumpflänge von 5 Zentimetern. Seine Flügelspannweite betrug etwa 37 Zentimeter. Der mit großen Fenstern versehene Schädel war auffallend kurz und hoch mit einer dreieckigen Nasenöffnung (Naris) und einer großen Augenhöhle (Orbita) mit einem Skleralring (vor dem zweiten Fund hatte man eine auf Kosten der Orbita vergrößerte Praeorbitalöffnung rekonstruiert). Die wenigen, stiftförmigen Zähne (8 im Oberkiefer, 7 im Unterkiefer, jeweils pro Kieferhälfte) waren klein, spitz und kaum gekrümmt. Diese Bezahnung und das breite Maul lassen vermuten, dass Anurognathus ein Insektenfresser war. Er muss ein geschickter Flieger gewesen sein, der seine Beute im Flug fing.
Ungewöhnlich ist der rückgebildete Schwanz. Anurognathus ist jedoch kein Kurzschwanzflugsaurier, da er in anderen Skelettmerkmalen vom Bauplan dieser Gruppe abweicht.